# Mycalesis borealis
Mycalesis borealis är en fjärilsart som beskrevs av Felder 1867. Mycalesis borealis ingår i släktet Mycalesis och familjen praktfjärilar. Inga underarter finns listade i Catalogue of Life.